# Martin Garrix
Martĳn Gerard Garritsen (Amstelveen, 14 de maig de 1996), més conegut pel seu nom artístic Martin Garrix, és un DJ i productor neerlandès.

## Biografia

### Infància
Des de petit, ell mostrava un gran interès pel món de la música. Als 8 anys ja tocava la guitarra. Al 2004, després de veure l'actuació de Tiësto als Jocs Olimpics d'Atenes, va interessar-se pel món de la música electrònica.
Al 2013 es va graduar a la Herman Brood Academy (una escola de producció i dj's).

### Trajectòria
Va començar amb "BFAM", una coproducció amb Julian Jordan, un altre artista subscrit a la marca Spinnin' Records. El 2012, va guanyar el Nightlife Award i el premi al DJ revelació de l'any durant l'SLAM! FM. També el 2012, el seu remix de la cançó "Your Body" va ser editat com a "Your Body (Martin Garrix Remix)" en una edició especial de l'àlbum de Christina Aguilera, Lotus. "Just Some Loops", una col·laboració amb TV Noise, va ser inclosa a l'àlbum Loop Masters Essential, Volume 2. El 2013, "Torrent", una coproducció amb Sidney Samson va ser llançat per la discogràfica de Tiësto, Musical Freedom.
Però el salt a la fama del DJ neerlandès succeeix després de la publicació del senzill "Animals", el 16 de juny de 2013 per les marques 541 / N.E.W.S., convertint-se en un èxit en diverses llistes europees i mundials assolint milions de visites a YouTube. A més es va tornar en l'artista més jove en arribar al cim dels més venuts al portal Beatport. La cançó també apareix a la compilació de Hardwell, Revealed Volume 4.
El 2013 va ingressar al Top 100 DJs de la revista DJ Mag directament al lloc número 40, convertint-se en el DJ més jove dins del famós rànquing. Ja el 2014, aconsegueix col·locar-se a la quarta posició de la llista, ascendint 36 llocs. El 2014 va estar en diversos concerts donant a conèixer cada vegada més el seu talent al costat de DJs de l'electro house com ara Steve Aoki, Afrojack, DVBBS, Borgeous, Dimitri Vegas & Like Mike entre d'altres. Al 2015 va assolir la posició número 3 i el 2016 es va convertir en el millor DJ del món i el més jove en assolir-ho (veure: Evolució en el rànquing de DJ's). També el mateix any va publicar "Seven EP" on publicava set cançons en un marge de set dies per agraïr el suport rebut dels seus fans.
L'any 2017 va publicar un dels seus temes més comercials "Scared To Be Lonely" amb Dua Lipa. També van veure la llum cançons com "So Far Away", "Pizza", "Forever", "There For You" o "Byte". Aquest any es va mantenir com a millor DJ del món segons DJ Mag. Aquest any va debutar com a Ytram (àlies) a l'escenari STMPD RCRDS al festival Tomorrowland.
L'any 2018 va ser molt més actiu que el 2017 publicant temes com "Like I Do", "Ocean", "High On Life" o "Burn Out" d'un caire més comercial i radiofònic o la seva següent EP "BYLAW EP" que consta de cinc temes publicats en cinc dies seguits entre els quals es troben "Breach (Walk Alone)" (esperada des de Tomorrowland 2018) i "Waiting For Tomorrow" (esperada per molts fans des de l'any 2016). Aquest EP va ser filtrat dies abans de la seva publicació però Martin Garrix va seguir amb les dates de publicació previstes.
L'any 2020 va publicar la primera cançó sota el seu àlies Ytram, "Make You Mine" conjuntament amb Bleu Clair i RA seguit de dos llençaments més citant a "Martin Garrix" com un dels artistes als crèdits a part de Ytram, "Fire" i "Alive".
El 2021, va publicar l'himne oficial de l'Eurocopa 2020 que, degut a la crisi sanitària del COVID, va celebrar-se un any més tard. La cançó s'anomena "We Are The People" i és una col·laboració amb Bono i The Edge, del grup U2.
Entre març i abril de 2022, d'esprés d'estrenar al públic general molts nous temes a festivals com Loolapaloza, Martin Garrix va presentar el seu primer club album "Sentio", convertint-se en l'àlbum debut de l'artista.

### Activitats com a DJ
El 2013, després de publicar el seu famós "hit" Animals, va esdevenir número 40 a la llista de DJ's de la revista DJ Mag. El 2014, després de publicar cançons com Virus, Turn Up The Speakers o Gold Skies va ascendir fins a la quarta posició d'aquesta llista. El 2015, després de la seva polèmica ruptura amb la discogràfica holandesa Spinnin' Recordsi de publicar temes com Dragon, Break Through The Silence, Proxy o les seves remescles de I Can't Feel My Face (de The Weekend), va pujar només una posició fins al número 3.
El 2016 va ser el millor any per a en Martin, va publicar els hits Now That I've Found You, Lions In The Wild i el mundialment conegut In The Name Of Love al seu nou segell discogràfic STMPD RCRDS. També va publicar la seva EP "Seven" on va publicar-hi set cançons entre les quals hi trobem Sun Is Never Going Down o Hold On And Believe. Després d'aquest gran èxit,el 2016 va assolir la posició més elevada del rànquing convertint-se en el DJ més jove en ocupar aquesta posició, fet que va repetir l'any 2017 i 2018.
L'any 2019, li va cedir la primera posició al duo belga Dimitri Vegas & Like Mike, cosa que va portar a destruir les esperances d'igualar el récord que segueix tenint a les mans el neerlandès Armin Van Buuren mantenint-se 4 anys consecutius en la primera posició (2007, 2008, 2009 i 2010).
Els anys 2020 i 2021 va restar a la tercera i segona posició, consecutivament. El 2023 va esdevenir novament el número 1 mundial al rànquing de DJ's segons la revista.

## Discografia

### Singlesfirmats com a "Martin Garrix"
| Any  | Cançó                                           | Artistes                                                 | Discogràfica                     | Àlbum                                         |
| ---- | ----------------------------------------------- | -------------------------------------------------------- | -------------------------------- | --------------------------------------------- |
| 2012 | ITSA                                            | Martin Garrix, Sleazy Stereo                             | Crowd Control Records            |                                               |
| 2012 | Keygen                                          | Martin Garrix                                            | Spinnin' Records                 |                                               |
| 2012 | Registration Code                               | Martin Garrix, Jay Hardway                               | Spinnin' Records                 |                                               |
| 2012 | BFAM                                            | Julian Jordan, Martin Garrix                             | Spinnin' Records                 |                                               |
| 2012 | Error 404                                       | Martin Garrix, Jay Hardway                               | Doorn Records                    |                                               |
| 2013 | Torrent                                         | Sidney Samson, Martin Garrix                             | Musical Freedom Records          |                                               |
| 2013 | Just Some Loops                                 | Martin Garrix, TV Noise                                  | Spinnin' Records                 |                                               |
| 2013 | Animals                                         | Martin Garrix                                            | Spinnin' Records                 | Gold Skies EP                                 |
| 2013 | Wizard                                          | Martin Garrix, Jay Hardway                               | Spinnin' Records                 | Gold Skies EP                                 |
| 2014 | Helicopter                                      | Martin Garrix, Firebeatz                                 | Spinnin' Records                 |                                               |
| 2014 | Proxy                                           | Martin Garrix                                            | Spinnin' Records                 | Gold Skies EP                                 |
| 2014 | Tremor (Sensation 2014 Anthem)                  | Dimitri Vegas, Martin Garrix, Like Mike                  | Spinnin' Records                 | Gold Skies EP                                 |
| 2014 | Gold Skies                                      | Sander Van Doorn, Martin Garrix, DVBBS, Aleesia          | Spinnin' Records                 | Gold Skies EP                                 |
| 2014 | Turn Up The Speakers                            | Afrojack, Martin Garrix                                  | Spinnin' Records                 |                                               |
| 2014 | Virus (How About Now)                           | Martin Garrix, MOTi                                      | Spinnin' Records                 |                                               |
| 2014 | Set Me Free                                     | Dillon Francis, Martin Garrix                            | Columbia Records                 | Money Sucks, Friends Rule (de Dillon Francis) |
| 2015 | Forbidden Voices                                | Martin Garrix                                            |                                  |                                               |
| 2015 | Waiting For Love                                | Avicii, Martin Garrix                                    | PRMD                             | Stories (d'Avicii)                            |
| 2015 | Don't Look Down                                 | Martin Garrix, Usher                                     | Spinnin' Records                 |                                               |
| 2015 | The Only Way Is Up                              | Martin Garrix, Tiësto                                    | Musical Freedom Records          | Club Life, Vol. 4 - New York City (de Tiësto) |
| 2015 | Dragon                                          | Martin Garrix, Matisse & Sadko                           | Spinnin' Records                 | Break Through The Slience EP                  |
| 2015 | Break Through The Silence                       | Martin Garrix, Matisse & Sadko                           | Spinnin' Records                 | Break Through The Slience EP                  |
| 2015 | Poison                                          | Martin Garrix                                            |                                  |                                               |
| 2015 | Bouncybob                                       | Martin Garrix, Justin Mylo, Mesto                        |                                  |                                               |
| 2016 | Now That I've Found You                         | Martin Garrix, John Martin, Michel Zitron                | STMPD RCRDS                      |                                               |
| 2016 | Lions In The Wild                               | Martin Garrix, Third Party                               | STMPD RCRDS                      | Hope (de Third Party)                         |
| 2016 | Oops                                            | Martin Garrix                                            | STMPD RCRDS                      |                                               |
| 2016 | In The Name Of Love                             | Martin Garrix, Bebe Rexha                                | STMPD RCRDS                      |                                               |
| 2016 | WIEE                                            | Martin Garrix, Mesto                                     | STMPD RCRDS                      | Seven EP                                      |
| 2016 | Sun Is Never Going Down                         | Martin Garrix, Dawn Golden                               | STMPD RCRDS                      | Seven EP                                      |
| 2016 | Spotless                                        | Martin Garrix, Jay Hardway                               | STMPD RCRDS                      | Seven EP                                      |
| 2016 | Hold On And Believe                             | Martin Garrix, Federal Empire                            | STMPD RCRDS                      | Seven EP                                      |
| 2016 | Welcome                                         | Martin Garrix, Julian Jordan                             | STMPD RCRDS                      | Seven EP                                      |
| 2016 | Together                                        | Martin Garrix, Matisse & Sadko                           | STMPD RCRDS                      | Seven EP                                      |
| 2016 | Make Up Your Mind                               | Martin Garrix, Florian Picasso                           | STMPD RCRDS                      | Seven EP                                      |
| 2017 | Scared To Be Lonely                             | Martin Garrix, Dua Lipa                                  | STMPD RCRDS                      | Dua Lipa (Complete Edition) (de Dua Lipa)     |
| 2017 | Byte                                            | Martin Garrix, Brooks                                    | STMPD RCRDS                      |                                               |
| 2017 | There For You                                   | Martin Garrix, Troye Sivan                               | STMPD RCRDS                      |                                               |
| 2017 | Pizza                                           | Martin Garrix                                            | STMPD RCRDS                      |                                               |
| 2017 | Forever                                         | Martin Garrix, Matisse & Sadko                           | STMPD RCRDS                      |                                               |
| 2017 | So Far Away                                     | Martin Garrix, David Guetta                              | STMPD RCRDS                      |                                               |
| 2018 | Like I Do                                       | David Guetta, Martin Garrix, Brooks                      | Warner Music                     | 7 (de David Guetta)                           |
| 2018 | Game Over                                       | Martin Garrix, Loopers                                   | STMPD RCRDS                      |                                               |
| 2018 | Ocean                                           | Martin Garrix, Khalid                                    | STMPD RCRDS                      |                                               |
| 2018 | High On Life                                    | Martin Garrix, Bonn                                      | STMPD RCRDS                      |                                               |
| 2018 | Burn Out                                        | Martin Garrix, Justin Mylo, Dewain Whitmore              | STMPD RCRDS                      |                                               |
| 2018 | Breach (Walk Alone)                             | Martin Garrix, Blinders                                  | STMPD RCRDS                      | BYLAW EP                                      |
| 2018 | Yottabyte                                       | Martin Garrix                                            | STMPD RCRDS                      | BYLAW EP                                      |
| 2018 | Latency                                         | Martin Garrix, Dyro                                      | STMPD RCRDS                      | BYLAW EP                                      |
| 2018 | Access                                          | Martin Garrix                                            | STMPD RCRDS                      | BYLAW EP                                      |
| 2018 | Waiting For Tomorrow                            | Martin Garrix, Pierce Fulton, Mike Shinoda               | STMPD RCRDS                      | BYLAW EP                                      |
| 2018 | Dreamer                                         | Martin Garrix, Mike Young                                | STMPD RCRDS                      |                                               |
| 2018 | Glitch                                          | Martin Garrix, Julian Jordan                             | STMPD RCRDS                      |                                               |
| 2019 | No Sleep                                        | Martin Garrix, Bonn                                      | STMPD RCRDS                      |                                               |
| 2019 | Mistaken                                        | Martin Garrix, Matisse & Sadko, Alex Aris                | STMPD RCRDS                      |                                               |
| 2019 | Summer Days                                     | Martin Garrix, Macklemore, Patrick Stump of Fall Out Boy | STMPD RCRDS                      |                                               |
| 2019 | These Are The TImes                             | Martin Garrix, JRM                                       | STMPD RCRDS                      |                                               |
| 2019 | Home                                            | Martin Garrix, Bonn                                      | STMPD RCRDS                      |                                               |
| 2019 | Used To Love                                    | Martin Garrix, Dean Lewis                                | STMPD RCRDS                      |                                               |
| 2019 | Hold On                                         | Martin Garrix, Matisse & Sadko, Michel Zitron            | STMPD RCRDS                      |                                               |
| 2020 | Drown                                           | Martin Garrix, Clinton Kane                              | STMPD RCRDS                      |                                               |
| 2020 | Higher Ground                                   | Martin Garrix, John Martin                               | STMPD RCRDS                      |                                               |
| 2020 | Fire                                            | Ytram, Elderbrook, Martin Garrix                         | STMPD RCRDS                      |                                               |
| 2020 | Alive                                           | Ytram, Citadelle, Martin Garrix                          | STMPD RCRDS                      |                                               |
| 2021 | Pressure                                        | Martin Garrix, Tove Lo                                   | STMPD RCRDS                      |                                               |
| 2021 | We Are The Pople (Official UEFA EURO 2020 Song) | Martin Garrix, Bono, The Edge                            | STMPD RCRDS                      |                                               |
| 2021 | Lovin' Every Minute                             | AREA21, Martin Garrix, Maejor                            | STMPD RCRDS                      | Greatest Hits Vol. 1 (d'AREA21)               |
| 2021 | Followers                                       | AREA21, Martin Garrix, Maejor                            | STMPD RCRDS                      | Greatest Hits Vol. 1 (d'AREA21)               |
| 2021 | Diamonds                                        | Martin Garrix, Julian Jordan, Tinie Tempah               | STMPD RCRDS                      | HYPER HOUSE (de Julian Jordan)                |
| 2021 | Won't Let You Go                                | Martin Garrix, Matisse & Sadko, John Martin              | STMPD RCRDS                      |                                               |
| 2022 | Follow                                          | Martin Garrix, Zedd                                      | STMPD RCRDS                      | Sentio                                        |
| 2022 | Limitless                                       | Martin Garrix, Mesto                                     | STMPD RCRDS                      | Sentio                                        |
| 2022 | Reboot                                          | Martin Garrix, Vluarr                                    | STMPD RCRDS                      | Sentio                                        |
| 2022 | Quantum                                         | Martin Garrix, Brooks                                    | STMPD RCRDS                      | Sentio                                        |
| 2022 | Good Morning                                    | Martin Garrix, Matisse & Sadko                           | STMPD RCRDS                      | Sentio                                        |
| 2022 | Starlight (Keem Me Afloat)                      | Martin Garrix, Dubvision, Shaun Farrugia                 | STMPD RCRDS                      | Sentio                                        |
| 2022 | Funk                                            | Martin Garrix, Julian Jordan                             | STMPD RCRDS                      | Sentio                                        |
| 2022 | Find You                                        | Martin Garrix, Justin Mylo, Dewain Whitmore              | STMPD RCRDS                      | Sentio                                        |
| 2022 | Aurora                                          | Martin Garrix, Blinders                                  | STMPD RCRDS                      | Sentio                                        |
| 2022 | If We'll Ever Be Remembered                     | Martin Garrix, Shaun Farrugia                            | STMPD RCRDS                      | Sentio                                        |
| 2022 | Oxygen                                          | Martin Garrix, Dubvision, Jordan Grace                   | STMPD RCRDS                      | Sentio                                        |
| 2022 | Loop                                            | Martin Garrix, DallasK, Sasha Alex Sloan                 | STMPD RCRDS                      |                                               |
| 2022 | Something                                       | Martin Garrix, Breathe Carolina                          | STMPD RCRDS / Tomorrowland Music |                                               |
| 2022 | Hero                                            | Martin Garrix, JVKE                                      | STMPD RCRDS                      |                                               |
| 2023 | Hurricane                                       | Martin Garrix, Sentinel, Bonn                            | STMPD RCRDS                      |                                               |

| Any  | Cançó              | Artistes                   | Discogràfica     |
| ---- | ------------------ | -------------------------- | ---------------- |
| 2013 | Gamer              | Bassjackers, GRX           | Doorn Recordings |
| 2013 | Psycho             | Yellow Claw, GRX, Cesqeaux |                  |
| 2014 | Can't You See Me   | Shermanology, GRX          | Spinnin' Records |
| 2017 | Boomerang          | Brooks, GRX                | STMPD RCRDS      |
| 2018 | X's                | CMC$, GRX, Icona Pop       | STMPD RCRDS      |
| 2020 | Restart Your Heart | Florian Picasso, GRX       | STMPD RCRDS      |
| 2021 | Far Away           | Florian Picasso, GRX       | STMPD RCRDS      |
| 2023 | No More            | Vluarr, GRX, Thomas Nan    | STMPD RCRDS      |

| Any  | Cançó               | Artistes                      | Àlbum                | Discogràfica |
| ---- | ------------------- | ----------------------------- | -------------------- | ------------ |
| 2016 | Spaceships          | AREA21                        |                      | STMPD RCRDS  |
| 2016 | Girls               | AREA21                        |                      | STMPD RCRDS  |
| 2017 | We Did It           | AREA21                        |                      | STMPD RCRDS  |
| 2017 | Glad You Came       | AREA21                        |                      | STMPD RCRDS  |
| 2018 | Happy               | AREA21                        |                      | STMPD RCRDS  |
| 2019 | HELP                | AREA21                        |                      | STMPD RCRDS  |
| 2021 | La La La            | AREA21                        | Greatest Hits Vol. 1 | STMPD RCRDS  |
| 2021 | Pogo                | AREA21                        | Greatest Hits Vol. 1 | STMPD RCRDS  |
| 2021 | Mona Lisa           | AREA21                        | Greatest Hits Vol. 1 | STMPD RCRDS  |
| 2021 | Lovin' Every Minute | AREA21, Martin Garrix, Maejor | Greatest Hits Vol. 1 | STMPD RCRDS  |
| 2021 | Followers           | AREA21, Martin Garrix, Maejor | Greatest Hits Vol. 1 | STMPD RCRDS  |
| 2021 | 21                  | AREA21                        | Greatest Hits Vol. 1 | STMPD RCRDS  |
| 2021 | Own The Night       | AREA21                        | Greatest Hits Vol. 1 | STMPD RCRDS  |
| 2021 | Human               | AREA21                        | Greatest Hits Vol. 1 | STMPD RCRDS  |
| 2021 | All I Need          | AREA21                        | Greatest Hits Vol. 1 | STMPD RCRDS  |
| 2021 | Time Machine        | AREA21                        | Greatest Hits Vol. 1 | STMPD RCRDS  |
| 2021 | Going Home          | AREA21                        | Greatest Hits Vol. 1 | STMPD RCRDS  |

| Any  | Cançó         | Artistes                         | Discogràfica |
| ---- | ------------- | -------------------------------- | ------------ |
| 2020 | Make You Mine | Bleu Clair, Ytram, RA            | STMPD RCRDS  |
| 2020 | Fire          | Ytram, Elderbrook, Martin Garrix | STMPD RCRDS  |
| 2020 | Alive         | Ytram, Citadelle, Martin Garrix  | STMPD RCRDS  |

| Any  | Remescla                                                    | Artistes                                    | Discogràfica     |
| ---- | ----------------------------------------------------------- | ------------------------------------------- | ---------------- |
| 2012 | Your Body (Martin Garrix Remix)                             | Christina Aguilera                          | RCA Records      |
| 2012 | Midnight Sun 2.0 (Martin Garrix Remix)                      | Roy Gates                                   | Spinnin' Records |
| 2013 | Stellar (Martin Garrix Remix)                               | Daddy's Groove                              | Spinnin' Records |
| 2013 | Project T (Martin Garrix Remix)                             | Dimitri Vegas & Like Mike, Sander Van Doorn | Spinnin' Records |
| 2013 | Animals (Victor Niglio & Martin Garrix Festival Trap Remix) | Martin Garrix                               | Spinnin' Records |
| 2014 | Crackin' (Martin Garrix Edit)                               | Bassjackers                                 | Spinnin' Records |
| 2014 | Backlash (Martin Garrix Edit)                               | Dubvision                                   | Spinnin' Records |
| 2015 | Can't Feel My Face (Martin Garrix Remix)                    | The Weekend                                 | Republic Records |
| 2018 | Ocean (Martin Garrix & Cesqeaux Remix)                      | Martin Garrix, Khalid                       | STMPD RCRDS      |
| 2021 | We Are The People (Martin Garrix Remix)                     | Martin Garrix, Bono, The Edge               | STMPD RCRDS      |
| 2023 | Cocoon (Martin Garrix & Space Ducks Remix)                  | 070 Shake                                   | STMPD RCRDS      |

## Evolució al rànquing de DJ's[33]
| ANY     | 2013 | 2014 | 2015 | 2016 | 2017 | 2018 | 2019 | 2020 | 2021 | 2022 |
| ------- | ---- | ---- | ---- | ---- | ---- | ---- | ---- | ---- | ---- | ---- |
| Posició | 40   | 4    | 3    | 1    | 1    | 1    | 2    | 3    | 2    | 1    |